# Platylomalus sinuaticeps
Platylomalus sinuaticeps är en skalbaggsart som först beskrevs av Cooman 1937.  Platylomalus sinuaticeps ingår i släktet Platylomalus och familjen stumpbaggar. Inga underarter finns listade i Catalogue of Life.